# Hannoversche Studien
Hannoversche Studien ist laut Untertitel eine „Schriftenreihe des Stadtarchivs Hannover“. Über die Buchreihe wird wissenschaftlich publiziert zur Geschichte der Stadt Hannover sowie zur Region Hannover.

## Inhalt
Die Serie mit zumeist Hannover-spezifischen Themen erscheint seit 1993 zunächst im Verlag Hahnsche Buchhandlung und seit 2015 im Wehrhahn Verlag und wurde in der Regel im Auftrag der niedersächsischen Landeshauptstadt herausgegeben. Die Titel stellen oftmals das Thema einer Dissertation dar, die etwa an der Universität Hannover oder der TU Berlin geschrieben wurden.

## Bisher erschienene Titel
- Gerhard Schneider: Hindenburg in Hannover. 1919–1925, in der Reihe Hannoversche Studien, Band 19, Hannover, Wehrhahn, 2019, ISBN 978-3-86525-720-8.
- Thorsten Henke: Sammeln in Hannover. Friedrich Culemann (1811–1886) und seine Sammlung im städtischen Kontext, in der Reihe Hannoversche Studien, Band 18, Hannover: Wehrhahn, 2019, ISBN 978-3-86525-718-5.
- Birte Rogacki-Thiemann: Wir verändern uns, aber wir vergehen nicht. Die Bauten des Architekten Emil Lorenz (1857–1944), in der Reihe Hannoversche Studien, Band 17, Hannover: Wehrhahn, 2019, ISBN 978-3-86525-677-5.
- Ralf Dorn: Der Architekt und Stadtplaner Rudolf Hillebrecht. Kontinuitäten und Brüche in der deutschen Planungsgeschichte im 20. Jahrhundert, in der Reihe Hannoversche Studien, Band 16, Berlin: Gebr. Mann, 2017, ISBN 978-3-7861-2789-5.
- Gerhard Schneider: Kaiserbesuche. Wilhelm I. und Wilhelm II. in Hannover 1868–1914, in der Reihe Hannoversche Studien, Band 15, Hannover: Wehrhahn, 2015, ISBN 978-3-86525-486-3.
- Cornelia Regin (Hrsg.): Pracht und Macht. Festschrift zum 100. Jahrestag der Einweihung des Neuen Rathauses in Hannover, in der Reihe Hannoversche Studien, Band 14, Hannover: Hahn, 2013, ISBN 978-3-7752-4964-5.
- Anna Berlit-Schwigon: Robert Leinert. Ein Leben für die Demokratie. Sozialdemokratische Politik in der Weimarer Republik, zugleich Dissertation 2011 an der Universität Hannover unter dem Titel "Des Volkes Wille sei das höchste Gesetz!". Robert Leinert – politischer Aufstieg und Verdrängung eines hochrangigen Sozialdemokraten, in der Reihe Hannoversche Studien, Band 13, Hannover: Hahn, 2012, ISBN 978-3-7752-4963-8.
- Carola Piepenbring-Thomas: Recht in der Stadt Hannover. Dokumentierte Normdurchsetzung. Das Brücheregister des Stadtschreibers Joh. Halßbandt (1552–1566). zugleich überarbeitete Fassung der Dissertation 2008 an der Universität Hannover unter dem Titel Rechtspflege in der Stadt Hannover in der zweiten Hälfte des 16. Jahrhunderts, in der Reihe Hannoversche Studien, Band 12, Hannover: Hahn, 2010, ISBN 978-3-7752-4962-1.
- Isabel Maria Arends: „Gothische Träume“. Die Raumkunst Edwin Opplers auf Schloß Marienburg, zugleich Dissertation 2002 an der Technischen Universität Berlin, in der Reihe Hannoversche Studien, Band 11, Hannover: Hahn, 2005, ISBN 3-7752-4961-3, Buchvorstellung: Gothische Träume. Die Raumkunst Edwin Opplers auf Schloss Marienburg.
- Rüdiger Fleiter: Stadtverwaltung im Dritten Reich. Verfolgungspolitik auf kommunaler Ebene am Beispiel Hannovers. zugleich Dissertation 2005 an der Universität Hannover unter dem Titel Die Mitwirkung der hannoverschen Stadtverwaltung an der NS-Verfolgungspolitik, in der Reihe Hannoversche Studien, Band 10, Hannover: Hahn, 2006, ISBN 3-7752-4960-5.
- Joachim S. Heise: Für Firma, Gott und Vaterland. Betriebliche Kriegszeitschriften im Ersten Weltkrieg. Das Beispiel Hannover. zugleich Dissertation 1999 an der Universität Hannover, in der Reihe Hannoversche Studien, Band 9, Hannover: Hahn, 2000, ISBN 3-7752-4959-1.
- Marc Hansmann: Kommunalfinanzen im 20. Jahrhundert. Zäsuren und Kontinuitäten: das Beispiel Hannover. zugleich Dissertation 1999 an der Universität Hannover, in der Reihe Hannoversche Studien, Band 8, Hannover: Hahn, 2000, ISBN 3-7752-4958-3.
- Karljosef Kreter: Stadt und Überlieferung. Festschrift für Klaus Mlynek, hrsg. von Gerhard Schneider, in der Reihe Hannoversche Studien, Band 7, Hannover: Hahn, 1999, ISBN 3-7752-4957-5.
- Peter Schulze: Beiträge zur Geschichte der Juden in Hannover, in der Reihe Hannoversche Studien, Band 6, Hannover: Hahn, ISBN 3-7752-4956-7.
- Ines Katenhusen: Kunst und Politik : Hannovers Auseinandersetzungen mit der Moderne in der Weimarer Republik, zugleich Dissertation an der Universität Hannover unter dem Titel Das Verständnis für eine Zeit gewinnt man vielleicht am besten aus ihrer Kunst, in der Reihe Hannoversche Studien, Band 5, Hannover: Hahn, 1998, ISBN 3-7752-4955-9.
- Wolf-Dieter Mechler: Kriegsalltag an der „Heimatfront“. Das Sondergericht Hannover im Einsatz gegen „Rundfunkverbrecher“, „Schwarzschlachter“, „Volksschädlinge“ und andere „Straftäter“ 1939 bis 1945, zugleich Dissertation 1996 an der Universität Hannover, in der Reihe Hannoversche Studien, Band 4, Hannover: Hahn, 1997, ISBN 3-7752-4954-0.
- Gerhard Schneider: Politische Feste in Hannover. (1866–1918), Teil 1: Politische Feste der Arbeiter, in der Reihe Hannoversche Studien, herausgegeben von Klaus Mlynek im Auftrag der Landeshauptstadt Hannover, Band 3, Hannover: Hahn [1995], ISBN 3-7752-4953-2.
- Doris Marquardt: Sozialpolitik und Sozialfürsorge der Stadt Hannover in der Weimarer Republik. zugleich Dissertation an der Universität Hannover, in der Reihe Hannoversche Studien, herausgegeben von Klaus Mlynek im Auftrag der Landeshauptstadt Hannover, Band 2, Hannover: Hahn, 1994, ISBN 3-7752-4952-4.
- Adelheid von Saldern: Neues Wohnen. Wohnungspolitik und Wohnkultur im Hannover der zwanziger Jahre, in der Reihe Hannoversche Studien, Band 1, herausgegeben im Auftrag der Landeshauptstadt Hannover, Hannover: Hahn, 1993, ISBN 3-7752-4951-6.